# Марк Емилий Лепид (консул 187 пр.н.е.)
Вижте пояснителната страница за други личности с името Марк Емилий Лепид .
Марк Емилий Лепид е римски консул, понтифекс максимус и цензор.
Като претор той е управител на Сицилия през 191 пр.н.е. Избран е за консул през 187 пр.н.е.. От 180 пр.н.е. е pontifex maximus и от 179 пр.н.е. е princeps senatus. През същата година е избран и за цензор. През 175 пр.н.е. е избран за консул за втори път.
Той ръководи изграждането на Виа Емилия през 187 пр.н.е., римски път от Пиаченца до Римини, който все още се използва и е един от най-важните пътища в Северна Италия. Основава римските колонии в Парма и Модена и дава своето име на римската крепост Regium Lepidi (днес наричана Реджо нел'Емилия).
1. ↑  M. Aemilius (68) M. f. M. n. Lepidus //   Посетен на 10 юни 2021 г.
2. ↑  1553 //   Посетен на 10 юни 2021 г.
3. ↑  M. Aemilius (68) M. f. M. n. Lepidus //   Посетен на 10 юни 2021 г.
4. ↑  1180 //   Посетен на 10 юни 2021 г.